# Pinkwashing
Pinkwashing (rentat rosa o rentat d'imatge rosa) és un manlleu (de l'anglès: pink, rosa, i whitewash, blanquejar o encobrir) per referir-se, en el context dels drets LGBT, a la varietat d'estratègies polítiques i de màrqueting dirigides a la promoció de productes, empreses o institucions, apel·lant a la seva amabilitat cap al col·lectiu LGBT.
L'expressió és especialment utilitzada per referir-se al rentat d'imatge de l'Estat d'Israel, que en promoure els drets de la seva població LGBT, minimitza l'atenció sobre la violació sistemàtica dels drets humans del poble palestí. Demostrant l'aparença de ser un territori simpatitzant amb els drets dels ciutadans i ciutadanes; gais, lesbianes, bisexuals, intersexuals, i transsexuals, i donant suport als drets de la població LGBT, hom pot arribar a caure en l'homonacionalisme, i arribar fins i tot a sentir-se identificat amb les posicions polítiques de l'estat sionista, o fins i tot caure en la xenofòbia i en la islamofòbia institucionalitzada, al considerar que la població islàmica i musulmana, és necessàriament homòfoba, degut a la discriminació soferta en el seu propi país.
El terme va ser originalment encunyat per la Breast Cancer Action per identificar a les empreses que asseguraven donar suport a les dones amb càncer de mama, mentre que en realitat pretenien obtenir majors beneficis i millorar la seva imatge de cara a incorporar a la seva publicitat el fet de donar suport a una causa benèfica.